# Principauté épiscopale de Naumbourg-Zeitz
968–1564
Entités précédentes :
- Marche de Zeitz

Entités suivantes :
- Électorat de Saxe

La principauté épiscopale de Naumbourg-Zeitz (en allemand : Fürstbistum Naumburg-Zeitz) fut un État du Saint-Empire romain germanique. Les princes-évêques obtiennent l'immédiateté impériale comme seigneurs temporels de la principauté épiscopale (Hochstift), ils font partie du collège des princes ecclésiastiques à la diète d'Empire. Leur siège était la cathédrale de Zeitz jusqu'à 1029 puis la cathédrale Saints-Pierre-et-Paul à Naumbourg sur la Saale. Les frontières de la principauté et du diocèse de Naumbourg-Zeitz, un suffragant de la province ecclésiastique de Magdebourg, ne coïncident pas.
Après sa sécularisation au cours de la Réforme protestante en 1564, l'ancien État fut administré par la branche albertine de la maison de Wettin, les électeurs de Saxe. Une ligne collatérale de Saxe-Zeitz existait de 1656 à 1718.

## Histoire
Sur la suggestion de l'empereur Otton, le pape Jean XIII créé au synode de Ravenne trois évêchés : Misnie (de), Mersebourg et Zeitz. Ces trois évêques sont suffragants du diocèse de Magdebourg.
L'évêché de Naumbourg-Zeitz a quatre archidiaconés : Naumbuurg, Zeitz, Altenbourg et "Muldan" (composé de Lichtenstein, Glauchau, Hartenstein, Lößnitz).
Il est annexé par l'électorat de Saxe.